# وزنك ذهب (برنامج)
وزنك ذهب برنامج أسئلة معلومات عامة يقدم سبائك من الذهب الخالص لمن يجيب بشكل صحيح ومتتالي على أسئلة البرنامج.
في بداية الامر وقع الاختيار على الفنان الكويتي داود حسين لتقديم البرنامج ، لكنه اعتذر لاحقا لارتباطه باعمال درامية أخرى فأوكل المهمة الممثل السوري أيمن زيدان ولاحقا للممثل المصري نور الشريف.
عرض البرنامج في عام 2002 على قناة أبو ظبي، بهدف منافسة برنامج من سيربح المليون؟ وقد آثار أعجاب جميع المشاهدين في كافة أرجاء الدول العربية بسبب ضخامة الجائزة المقدمة آنذاك وهي سبائك من الذهب الخالص تعادل وزن المتسابق. تعتبر هذه الجائزة هي الأكبر في تاريخ القنوات التلفزيونية العربية والعالمية.
الجدير بالذكر أن البرنامج ليس نسخة أجنبية تم شراؤها وتعريبها، بل هي من اختراع وإنتاج قناة أبو ظبي وتم أعتماد المعايير العالمية لإنتاجها مع العمل إلى جانب فريق أنتاج اجنبي.[بحاجة لمصدر]

## طريقة اللعب
في بداية الحلقة، يتم إدخال عشرة مشتركين من عدة دول عربية، ويتم الأعلان عن أسماؤهم وبلدانهم وذكر وزن كل واحد منهم. يبدأ باللعب المشترك الأخف وزنا، وذلك بالتتالي حتى الأثقل.
تسمى المرحلة الأولى من اللعب (أسئلة البطاقات الذهبية)، وفيها يجيب المتسابق على خمسة أسئلة من نوع الصح والخطأ. يحصل على بطاقات بقدر عدد الإجابات الصحيحة المعطاة. للبطاقات وظيفتان هامتان في المسابقة وهما:
- استبدال السؤال: إمكانية استبدال السؤال بسؤال آخر حسب أختصاص معين يختاره المتسابق سلفا ولديه المعرفة الكافية لكي يجيب عليه
- تثبيت الرصيد: يتم تثبيت قيمة السؤال لكي يضمنه المتسابق في حال خسر في الأسئلة التالية ويتم طلب التثبيت قبل أن تعلن الإجابة الصحيحة من قبل المقدم.

إذا أجاب المتسابق على أي سؤال بشكل خاطئ، يحصل فقط على آخر قيمة تم تثبتها. إذا لم يثبت على أي رصيد يخرج من اللعبة خال الوفاض، كما لا يستطيع المتسابق الانسحاب من المسابقة متى شاء، عليه إكمال المشوار إلى النهاية والأجابة على بقية الأسئلة إما بالمعرفة أو بالحظ.
في مرحلة لاحقة من البرنامج، تم إضافة ميزة أخرى للبطاقات الذهبية، وهي إمكانية تحريك البطاقة الأخيرة التي استخدمت، وذلك لتثبيت رصيد جديد أو استبدال السؤال وهذا لمرة واحدة فقط.
المسابقة كانت مؤلفة من 18 سؤال، يتراوح مداها من السهل إلى فائقة الصعوبة وذلك كلما أزدادت قيمة السؤال. سلسلة الأرباح التي اعتمادت هي على الشكل التالي:
- السؤال الأول • 100 غرام 
- السؤال الثاني • 200 غرام
- السؤال الثالث • 300 غرام
- السؤال الرابع • 400 غرام
- السؤال الخامس • 500 غرام
- السؤال السادس • 600 غرام
- السؤال السابع • 700 غرام
- السؤال الثامن • 800 غرام
- السؤال التاسع • 900 غرام
- السؤال العاشر • 1 كغ
- السؤال الحادي عشر • 2 كغ
- السؤال الثاني عشر • 3 كغ
- السؤال الثالث عشر • 4 كغ
- السؤال الرابع عشر • 5 كغ
- السؤال الخامس عشر • 10 كغ
- السؤال السادس عشر • 20 كغ
- السؤال السابع عشر • 30 كغ
- السؤال الذهبي •  وزن المتسابق ذهبا 

البرنامج سجل في إستوديوهات القناة في مدينة أبوظبي، واللون الذي كان يطغي على ديكور الأستوديو هو الذهبي. كما كان يتوسط المسرح خزنة بيضاوية الشكل، يتواجد بداخلها سبائك الذهب التي ستتقدم للمتسابقين بعد انتهاء مشاركتهم. السبائك كانت من وزن الكيلو غرام الواحدة وكان هناك أيضا أخرى وزنها مئة غرام. فتاتان ترتديان ملابس أمنية تقومان بدور حارسات الخزنة ومهمة إخراج السبائك لتقديمها للفائز وذلك كان يتم بوضع السبيكة على وسادة لونها أسود.
تم إلغاء البرنامج بعد الغزو الأمريكي للعراق عام 2003. وهو أنجح البرامج التي قدمت على شاشة قناة أبو ظبي الإماراتية

## أبرز الفائزين
- شخص واحد من العراق استطاع الوصول للسؤال الأخير في عام 2002، لكنه أجاب بشكل خاطئ على السؤال الحاسم وخرج من المسابقة برصيد قدره كليو غرام من الذهب. السؤال كان التالي: " اللغة الأصلية لرباعيات الخيام هي...: العربية، الفارسية، الهندية"

## وصلات خارجية
- وزنك ذهب برنامج مسابقات تبثه قناة أبوظبي
- وزنك ذهب جاء لمنافسة من سيربح المليون